# Thành phố thông minh

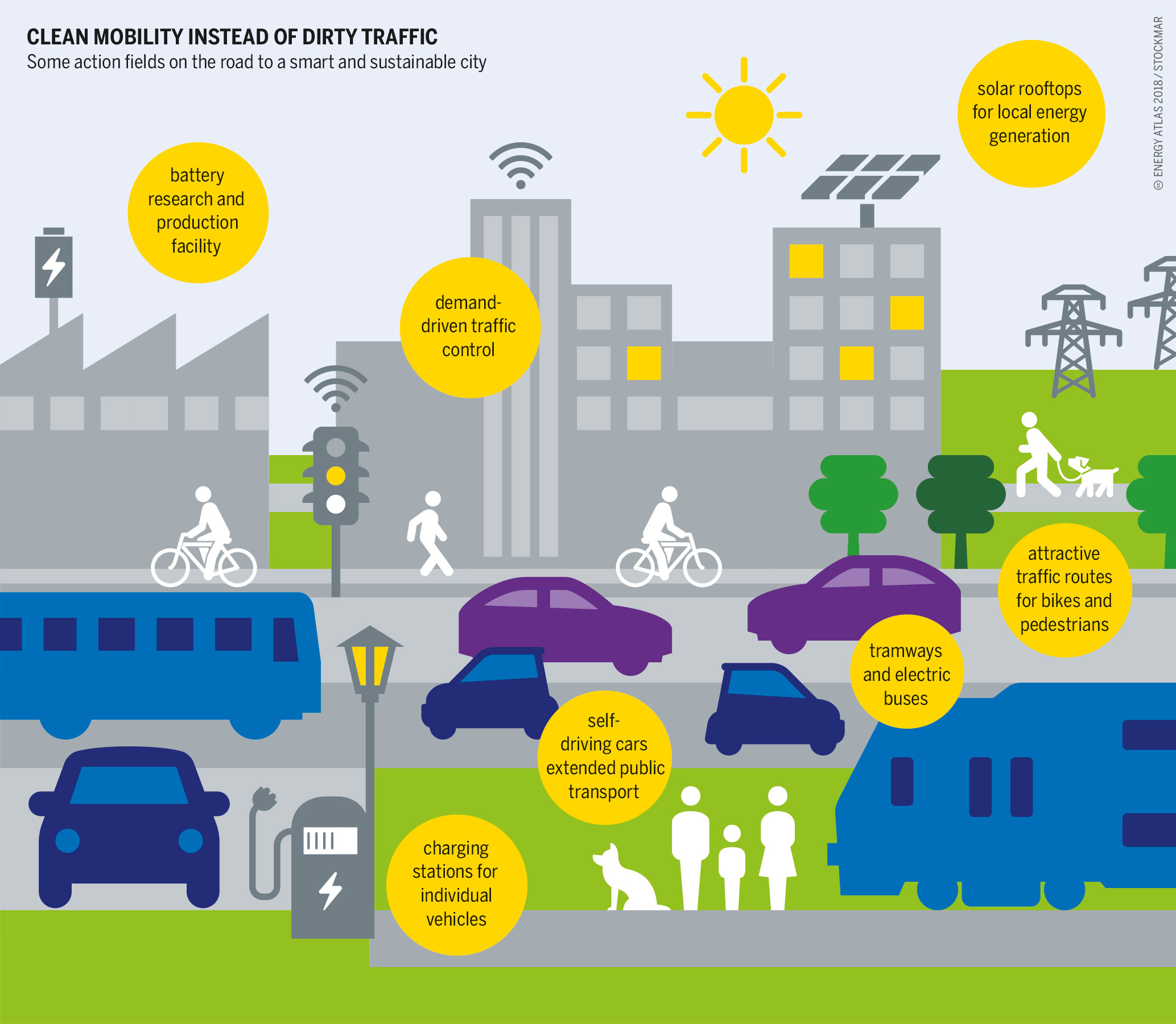

Thành phố thông minh hay đô thị thông minh là một khu vực thành thị sử dụng các loại phương pháp điện tử và cảm biến khác nhau để thu thập dữ liệu. Thông tin chi tiết thu được từ dữ liệu đó được sử dụng để quản lý tài sản, tài nguyên và dịch vụ một cách hiệu quả; đổi lại, dữ liệu đó được sử dụng để cải thiện hoạt động trên toàn thành phố. Điều này bao gồm dữ liệu được thu thập từ người dân, thiết bị, tòa nhà và tài sản, sau đó được xử lý và phân tích để giám sát và quản lý hệ thống giao thông và vận tải, nhà máy điện, tiện ích, mạng lưới cấp nước, chất thải, phát hiện tội phạm, hệ thống thông tin, trường học, thư viện, bệnh viện và các dịch vụ cộng đồng khác.
Thành phố thông minh là một hệ thống hữu cơ tổng thể được kết nối từ nhiều hệ thống thành phần với hệ thống trí tuệ nhân tạo có thể hành xử thông minh như con người, gồm mạng viễn thông số (dây thần kinh), hệ thống nhúng thông minh (não bộ), các cảm biến (giác quan) và phần mềm (tinh thần và nhận thức) để nâng cao chất lượng cuộc sống, cải thiện chất lượng phục vụ của chính quyền thành phố, giảm tiêu thụ năng lượng, quản lý hiệu quả các nguồn tài nguyên thiên nhiên.
Khái niệm thành phố thông minh tích hợp công nghệ thông tin và truyền thông (ICT), và các thiết bị vật lý khác nhau được kết nối với mạng IoT để tối ưu hóa hiệu quả của các hoạt động và dịch vụ của thành phố và kết nối với người dân. Công nghệ thành phố thông minh cho phép các quan chức thành phố tương tác trực tiếp với cả cộng đồng và cơ sở hạ tầng thành phố, đồng thời giám sát những gì đang xảy ra trong thành phố và thành phố đang phát triển như thế nào. ICT được sử dụng để nâng cao chất lượng, hiệu suất và tính tương tác của các dịch vụ đô thị, để giảm chi phí và tiêu thụ tài nguyên và tăng cường liên hệ giữa người dân và chính phủ. Các ứng dụng thành phố thông minh được phát triển để quản lý dòng chảy đô thị và cho phép phản hồi trong thời gian thực. Do đó, một thành phố thông minh có thể chuẩn bị sẵn sàng hơn để đối phó với những thách thức hơn một thành phố chỉ có mối quan hệ "giao dịch" đơn giản với công dân của nó. Tuy nhiên, bản thân thuật ngữ này vẫn chưa rõ ràng về các chi tiết cụ thể của nó và do đó, mở ra nhiều cách giải thích.
Một ví dụ đơn giản và dễ hiểu về đô thị thông minh là sử dụng cảm biến để quản lý hệ thống đèn đường, để từ đó làm giảm đáng kể mức độ tiêu thụ năng lượng và dễ dàng trong khâu quản lý, theo dõi và kiểm tra.